# 13M busz (Sopron)
A soproni 13M jelzésű autóbusz Lackner Kristóf utca, autóbusz-állomás és Sopronkőhida, fegyház végállomások között közlekedett.

## Sopronkőhidaés Tómalom autóbuszjáratai
A 2012. május 1-jén érvénybe lépett menetrend módosítással a 13-as buszok indulásait csökkentették, ezzel együtt a 13M vonal is megszűnt. Ez a járat más útvonalon, a Bécsi út/84. sz. főúton át érte el a Pozsonyi utat, majd innen olvadt bele alapjáratának vonalába, és csak Sopronkőhida felé járt munkanapokon naponta egyszer.
Sopronkőhidára jelenleg a a 13, 13B és 33-as jelzésű buszok közlekednek. A 13-as busz a Jereván lakótelepről indul, és Sopronkőhida, fegyházig jár, Tómalom fürdő érintése nélkül. A 13B jelzésű busz Sopronkőhidáról a Jereván lakótelepre megy alapjáratával azonos útvonalon, de ez betér Tómalom fürdőhöz is. A 33-as busz az autóbusz-állomásról indul és a 13-as busszal azonos útvonalon, de csak Sopronkőhida, Pesti Barnabás utcáig közlekedik. Ezt a vonalat a 7205 Sopron-Fertőrákos-Fertő tó viszonylatú helyközi autóbuszok szolgálják ki, amelyek a soproni autóbusz-állomás és Sopronkőhida, Pesti Barnabás utca között helyi utazásra is igénybe vehetők. 2022. december 11-től napközben néhány 33-as busz Tómalom fürdő érintésével közlekedik.
 A 6-os busz is a 13-as járatokkal azonos útvonalon jár Tómalom fürdőig május és október között.
 Az 1999/2000-es menetrend idején a 6-os busz még nem közlekedett, szerepét akkor a Jereván lakótelep – Tómalom fürdő – Sopronkőhida útvonalon közlekedő 13F járat töltötte be (a mostani 13B járattal megegyező útvonalon közlekedett), ami ezután még a 2000/2001-es menetrend idején is járt az akkor indított 6-os busz mellett.
 2015. december 12-ig a sopronkőhidai és tómalmi járatok az autóbusz-állomás/Jereván lakótelep felé  a Várkerületen át közlekedtek, azonban az új várkerületi menetrend kialakítása miatt a buszok útvonalát az Ógabona tér felé módosították.
 2022. október 22-től Sopron város önkormányzatának döntése alapján, az energiaválság következtében jelentős menetrendi változások és járatritkítások léptek érvénybe. A módosítások értelmében a 13-as busz a továbbiakban csak Sopronkőhida felé, a 13B járat pedig csak a Jereván lakótelep felé közlekedik naponta 1-1 alkalommal, ellenkező irányú viszonylataik megszűntek.

## Útvonal
| Lackner Kristóf utca, autóbusz-állomás → Sopronkőhida, fegyház |
| --- |
| Lackner Kristóf utca, autóbusz-állomás végállomás – Lackner Kristóf utca – Patak utca – Jégverem utca – Stornó Ferenc utca – Pozsonyi út – Pesti Barnabás utca – Sopronkőhida, fegyház végállomás |

## Megállóhelyek
| Távolság (km) | Idő (perc) | Megállóhely neve / korábbi neve(i)                       | Átszállási lehetőségek a 2012.04.30.-ig érvényes menetrend szerint | Nevezetességek / Helyek / Intézmények / Megjegyzések                                                     |
| ------------- | ---------- | -------------------------------------------------------- | --- | --- |
| 0             | 0          | Lackner Kristóf utca, autóbusz-állomás                   | 1, 2, 3, 3A, 3M, 4, 5, 5A, 5M, 5T, 6, 7, 7A, 7B, 8, 9, 10, 10A, 10B, 10IB, 10M, 10Y, 11M, 12, 12A, 13, 13B, 14, 14B, 16, 17, 20, 20K, 20M, 21, 23, 23B, 32, 33 Helyközi és távolsági autóbuszjáratok | Soproni autóbusz-állomás Soproni Rendőrkapitányság Káposztás utcai Stadion INTERSPAR áruház Vásárcsarnok |
| 0,3           | 2          | Bécsi út                                                 | 5M, 7, 7A, 7B, 23, 23B | |
| 1,2           | 4          | Pozsonyi út, Szent Mihály temető                         | 6, 13, 13B, 33 | Szent Mihály temető Szent Mihály-templom                                                                 |
| 1,9           | 6          | Pozsonyi út, autószalon Pozsonyi út 57. (autókereskedés) | 6, 13, 13B, 33 | Növényi Sportakadémia SE Sopron                                                                          |
| 2,5           | 7          | Pozsonyi út, Sand dűlő                                   | 6, 13, 13B, 33 | STKH Zöldudvar Sopron (hulladéklerakó)                                                                   |
| 3,3           | 9          | Pozsonyi út, régi vízműtelep Pozsonyi út, vízműtelep     | 6, 13, 13B, 33 | |
| 4,3           | 11         | Jánostelep, bejárati út Jánostelepi elágazás             | 6, 13, 13B, 33 | |
| 4,9           | 12         | Tómalmi elágazás Tómalmi elágazás, Csemetekert           | 6, 13, 13B, 33 | |
| 5,4           | 13         | Sopronkőhida, Pesti Barnabás utca Sopronkőhida, ABC      | 13, 13B, 33 | Sopronkőhidai Fegyház és Börtön Szent Kereszt felmagasztalása kápolna                                    |
| 5,7           | 14         | Sopronkőhida, fegyház Sopronkőhida, autóbuszforduló      | 13, 13B | Sopronkőhidai Fegyház és Börtön Szent Kereszt felmagasztalása kápolna                                    |